# Brdów
Brdów est un village polonais situé en Voïvodie de Grande-Pologne, powiat de Koło, dans la Gmina Babiak. Jusqu'en 1870 ont le droit de cité[Quoi ?].